# Administració electrònica
L'e-administració o administració electrònica és qualsevol mecanisme que transformi les oficines tradicionals, convertint els processos en paper en processos electrònics, amb la finalitat de crear una oficina sense papers. Aquesta és una eina que s'utilitza per a millorar la productivitat i simplificació dels diferents processos del dia a dia que es donen en les diferents organitzacions.
L'e-Administració arriba tant a les comunicacions internes d'una oficina com a les comunicacions entre oficines de diferents organitzacions.
Així mateix, s'anomena justícia electrònica o e-justícia, a l'administració electrònica específica de l'àmbit de l'Administració de Justícia. La justícia electrònica té unes característiques, elements i complexitats específiques que requereixen per a l'e-justícia un tractament diferenciat (Jiménez, 2010).
Un dels objectius és la introducció de transparència i responsabilitat per a arribar a un millor e-Govern o govern electrònic dintre de les organitzacions. A Alemanya, per exemple, aquesta iniciativa té un especial interès dins les organitzacions governamentals, on la responsabilitat pública implica una especial preocupació.
Per a l'engegada de la e-administració, és necessari canviar la mentalitat tradicional que l'organització és el centre d'atenció, i que passi el client a ser el centre de totes les activitats de l'organització. S'ha d'introduir sistemes transparents de treball, eliminant la dependència específica de persones per a realitzar diferents tasques.
L'e-administració s'ha vist impulsada per l'aparició de les tecnologies de la informació i la comunicació (telèfon, Internet…), facilitant als clients la interacció amb les organitzacions, i als treballadors certa flexibilitat amb les condicions de treball (flexibilitat horària, teletreball, mobilitat…).

## Avantatges
Els avantatges que té l'e-administració per als clients de les organitzacions són:
- Disponibilitat: Es pot interaccionar amb les organitzacions les 24 hores del dia (per telèfon amb serveis d'atenció telefònica o per Internet a través d'oficines virtuals). No és necessari cenyir-se a un horari d'oficines. Ja no existeixen els dies festius.
- Facilitat d'accés: Ja no és necessari acudir a l'oficina presencial de l'organització per a realitzar les gestions, es pot fer des de qualsevol part del món a través del telèfon o Internet. Les oficines estan disponibles per als usuaris en qualsevol lloc.
- Estalvi de temps: Una gestió es pot realitzar des de casa o qualsevol lloc que desitgem, sense la necessitat d'haver de desplaçar-se a l'oficina presencial i fer cua per a ser atès, l'atenció (explicació del que es desitja realitzar i realització d'aquesta activitat), i la tornada a casa.

El model català d'administració electrònica, definit per la llei de l'ús dels mitjans electrònics al sector públic de Catalunya,parteix d'una visió integrada de país per a aconseguir una solució millor per al conjunt de les administracions públiques catalanes i, alhora, és una oportunitat per a transformar-les. L'Administració electrònica persegueix millorar la transparència, l'eficàcia i la qualitat del sector públic a Catalunya per mitjà de l'ús dels mitjans electrònics en les relacions entre les entitats del sector públic, els ciutadans, les empreses i les organitzacions. La corresponsabilitat entre les administracions públiques catalanes i tots els actors implicats en l'ús dels mitjans electrònics és indispensable a l'hora de definir les estratègies per a l'avenç de l'ús dels mitjans electrònics en les administracions públiques catalanes entre els actors implicats.

## Història
El pla estratègic "Catalunya en xarxa", aprovat el 1999, va ser el primer document en què es van fixar les línies estratègiques per al desenvolupament de la societat d'informació. Posteriorment, el 2001 es va signar del Pacte per a la promoció i el desenvolupament de la societat de la informació a les administracions públiques catalanes (entre Localret i la Generalitat de Catalunya). Localret és el consorci local per al desenvolupament de les xarxes de telecomunicacions i de les noves tecnologies, format per gran part dels ajuntaments de Catalunya.

### Lesgislació espanyola.
En 1992 el govern d'Espanya va publicar la Llei de règim jurídic de les administracions públiques (LRJPAC). Regulava amb caràcter general i bàsic la utilització de les tecnologies de la informació i la comunicació en les relacions de les administracions amb els ciutadans. La LRJPAC va ser reformada l'any 2001. La llei 11/2007, de 22 de juny, d'accés electrònic dels ciutadans als Serveis Públics va complementar la LRJPAC. La Llei 39/2015 va derogar la LRJPAC i els decrets que la desenvolupaven, però per mor del Decret Llei 11/2018 es mantenen en vigor alguns articles, ja que ajorna l'entrada en vigor de la llei 39/2015 fins 2020.

### Legislació catalana.
Respecte els desenvolupaments legislatius de la Generalitat del Principat, cap destacar el Decret 56/2009, de 7 d'abril, per a l'impuls i el desenvolupament dels mitjans electrònics a l'Administració de la Generalitat.

#### Any 2010.
Aquest any va ser molt productiu quant a normativa relacionada amb l'administració electrònica. 2010. Es va aprovar l'Acord del Govern 09/10/10 de Projecte d'obertura de dades públiques de la Generalitat, la Llei 26/2010 de Règim Jurídic i Procediment de les Administracions Públiques Catalanes i la Llei 29/2010 d'ús dels Mitjans Electrònics al Sector Públic de Catalunya
Quatre anys més tard, es publica la Llei 19/2014 de Transparència, accés a la informació pública i bon govern.